# Finland op het Europees kampioenschap voetbal 2020
Finland was een van de deelnemende landen aan het Europees kampioenschap voetbal 2020. Het was de eerste deelname voor het land. Markku Kanerva was de bondscoach. Finland werd uitgeschakeld in de groepsfase.

## Kwalificatie

### Kwalificatieduels
|                                                |                     |         |         |                                                                                   |
| 23 maart 2019 «onderlinge duels» 20.45 (UTC+1) | Italië              | 2 − 0   | Finland | Stadion: Stadio Friuli, Udine Toeschouwers: 24.000 Scheidsrechter: Orel Grinfeeld |
| 23 maart 2019 «onderlinge duels» 20.45 (UTC+1) | Barella 7' Kean 74' | Verslag |         | Stadion: Stadio Friuli, Udine Toeschouwers: 24.000 Scheidsrechter: Orel Grinfeeld |
| 23 maart 2019 «onderlinge duels» 20.45 (UTC+1) |                     |         |         | Stadion: Stadio Friuli, Udine Toeschouwers: 24.000 Scheidsrechter: Orel Grinfeeld |
| 23 maart 2019 «onderlinge duels» 20.45 (UTC+1) |                     |         |         | Stadion: Stadio Friuli, Udine Toeschouwers: 24.000 Scheidsrechter: Orel Grinfeeld |
|                                                |                     |         |         |                                                                                   |

|                                                |         |         |                      | |
| 26 maart 2019 «onderlinge duels» 21.00 (UTC+4) | Armenië | 0 − 2   | Finland              | Stadion: Republikeins Stadion Vazgen Sargsian, Jerevan Toeschouwers: 12.900 Scheidsrechter: Nikola Dabanović |
| 26 maart 2019 «onderlinge duels» 21.00 (UTC+4) |         | Verslag | 14' Jensen 78' Soiri | Stadion: Republikeins Stadion Vazgen Sargsian, Jerevan Toeschouwers: 12.900 Scheidsrechter: Nikola Dabanović |
| 26 maart 2019 «onderlinge duels» 21.00 (UTC+4) |         |         |                      | Stadion: Republikeins Stadion Vazgen Sargsian, Jerevan Toeschouwers: 12.900 Scheidsrechter: Nikola Dabanović |
| 26 maart 2019 «onderlinge duels» 21.00 (UTC+4) |         |         |                      | Stadion: Republikeins Stadion Vazgen Sargsian, Jerevan Toeschouwers: 12.900 Scheidsrechter: Nikola Dabanović |
|                                                |         |         |                      | |

|                                              |                |         |                       |                                                                                        |
| 8 juni 2019 «onderlinge duels» 19.00 (UTC+3) | Finland        | 2 − 0   | Bosnië en Herzegovina | Stadion: Ratina Stadion, Tampere Toeschouwers: 16.103 Scheidsrechter: Daniel Stefański |
| 8 juni 2019 «onderlinge duels» 19.00 (UTC+3) | Pukki 56', 68' | Verslag |                       | Stadion: Ratina Stadion, Tampere Toeschouwers: 16.103 Scheidsrechter: Daniel Stefański |
| 8 juni 2019 «onderlinge duels» 19.00 (UTC+3) |                |         |                       | Stadion: Ratina Stadion, Tampere Toeschouwers: 16.103 Scheidsrechter: Daniel Stefański |
| 8 juni 2019 «onderlinge duels» 19.00 (UTC+3) |                |         |                       | Stadion: Ratina Stadion, Tampere Toeschouwers: 16.103 Scheidsrechter: Daniel Stefański |
|                                              |                |         |                       |                                                                                        |

|                                               |               |         |                       |                                                                                |
| 11 juni 2019 «onderlinge duels» 20.45 (UTC+2) | Liechtenstein | 0 − 2   | Finland               | Stadion: Rheinparkstadion, Vaduz Toeschouwers: 2.160 Scheidsrechter: Jens Maae |
| 11 juni 2019 «onderlinge duels» 20.45 (UTC+2) |               | Verslag | 37' Pukki 57' Källman | Stadion: Rheinparkstadion, Vaduz Toeschouwers: 2.160 Scheidsrechter: Jens Maae |
| 11 juni 2019 «onderlinge duels» 20.45 (UTC+2) |               |         |                       | Stadion: Rheinparkstadion, Vaduz Toeschouwers: 2.160 Scheidsrechter: Jens Maae |
| 11 juni 2019 «onderlinge duels» 20.45 (UTC+2) |               |         |                       | Stadion: Rheinparkstadion, Vaduz Toeschouwers: 2.160 Scheidsrechter: Jens Maae |
|                                               |               |         |                       |                                                                                |

|                                                   |                  |         |             |                                                                                             |
| 5 september 2019 «onderlinge duels» 21.45 (UTC+3) | Finland          | 1 − 0   | Griekenland | Stadion: Ratina Stadion, Tampere Toeschouwers: 16.163 Scheidsrechter: Juan Martínez Munuera |
| 5 september 2019 «onderlinge duels» 21.45 (UTC+3) | Pukki 52' (pen.) | Verslag |             | Stadion: Ratina Stadion, Tampere Toeschouwers: 16.163 Scheidsrechter: Juan Martínez Munuera |
| 5 september 2019 «onderlinge duels» 21.45 (UTC+3) |                  |         |             | Stadion: Ratina Stadion, Tampere Toeschouwers: 16.163 Scheidsrechter: Juan Martínez Munuera |
| 5 september 2019 «onderlinge duels» 21.45 (UTC+3) |                  |         |             | Stadion: Ratina Stadion, Tampere Toeschouwers: 16.163 Scheidsrechter: Juan Martínez Munuera |
|                                                   |                  |         |             |                                                                                             |

|                                                   |                  |         |                                  |                                                                                     |
| 8 september 2019 «onderlinge duels» 21.45 (UTC+3) | Finland          | 1 − 2   | Italië                           | Stadion: Ratina Stadion, Tampere Toeschouwers: 16.292 Scheidsrechter: Robert Madden |
| 8 september 2019 «onderlinge duels» 21.45 (UTC+3) | Pukki 72' (pen.) | Verslag | 59' Immobile 79' (pen.) Jorginho | Stadion: Ratina Stadion, Tampere Toeschouwers: 16.292 Scheidsrechter: Robert Madden |
| 8 september 2019 «onderlinge duels» 21.45 (UTC+3) |                  |         |                                  | Stadion: Ratina Stadion, Tampere Toeschouwers: 16.292 Scheidsrechter: Robert Madden |
| 8 september 2019 «onderlinge duels» 21.45 (UTC+3) |                  |         |                                  | Stadion: Ratina Stadion, Tampere Toeschouwers: 16.292 Scheidsrechter: Robert Madden |
|                                                   |                  |         |                                  |                                                                                     |

|                                                  |                                                |         |                |                                                                                 |
| 12 oktober 2019 «onderlinge duels» 18.00 (UTC+2) | Bosnië en Herzegovina                          | 4 − 1   | Finland        | Stadion: Bilino Polje, Zenica Toeschouwers: 8.193 Scheidsrechter: Ivan Kružliak |
| 12 oktober 2019 «onderlinge duels» 18.00 (UTC+2) | Hajrović 29' Pjanić 37' (pen.), 58' Hodžić 73' | Verslag | 79' Pohjanpalo | Stadion: Bilino Polje, Zenica Toeschouwers: 8.193 Scheidsrechter: Ivan Kružliak |
| 12 oktober 2019 «onderlinge duels» 18.00 (UTC+2) |                                                |         |                | Stadion: Bilino Polje, Zenica Toeschouwers: 8.193 Scheidsrechter: Ivan Kružliak |
| 12 oktober 2019 «onderlinge duels» 18.00 (UTC+2) |                                                |         |                | Stadion: Bilino Polje, Zenica Toeschouwers: 8.193 Scheidsrechter: Ivan Kružliak |
|                                                  |                                                |         |                |                                                                                 |

|                                                  |                           |         |         |                                                                                      |
| 15 oktober 2019 «onderlinge duels» 19.00 (UTC+3) | Finland                   | 3 − 0   | Armenië | Stadion: Veritasstadion, Turku Toeschouwers: 7.231 Scheidsrechter: Jesús Gil Manzano |
| 15 oktober 2019 «onderlinge duels» 19.00 (UTC+3) | Jensen 31' Pukki 61', 88' | Verslag |         | Stadion: Veritasstadion, Turku Toeschouwers: 7.231 Scheidsrechter: Jesús Gil Manzano |
| 15 oktober 2019 «onderlinge duels» 19.00 (UTC+3) |                           |         |         | Stadion: Veritasstadion, Turku Toeschouwers: 7.231 Scheidsrechter: Jesús Gil Manzano |
| 15 oktober 2019 «onderlinge duels» 19.00 (UTC+3) |                           |         |         | Stadion: Veritasstadion, Turku Toeschouwers: 7.231 Scheidsrechter: Jesús Gil Manzano |
|                                                  |                           |         |         |                                                                                      |

|                                                   |                                    |         |               |                                                                                  |
| 15 november 2019 «onderlinge duels» 19.00 (UTC+2) | Finland                            | 3 − 0   | Liechtenstein | Stadion: Bolt Arena, Helsinki Toeschouwers: 9.804 Scheidsrechter: Benoît Bastien |
| 15 november 2019 «onderlinge duels» 19.00 (UTC+2) | Tuominen 21' Pukki 64' (pen.), 75' | Verslag |               | Stadion: Bolt Arena, Helsinki Toeschouwers: 9.804 Scheidsrechter: Benoît Bastien |
| 15 november 2019 «onderlinge duels» 19.00 (UTC+2) |                                    |         |               | Stadion: Bolt Arena, Helsinki Toeschouwers: 9.804 Scheidsrechter: Benoît Bastien |
| 15 november 2019 «onderlinge duels» 19.00 (UTC+2) |                                    |         |               | Stadion: Bolt Arena, Helsinki Toeschouwers: 9.804 Scheidsrechter: Benoît Bastien |
|                                                   |                                    |         |               |                                                                                  |

|                                                   |                               |         |           | |
| 18 november 2019 «onderlinge duels» 21.45 (UTC+2) | Griekenland                   | 2 − 1   | Finland   | Stadion: Olympisch Stadion Spyridon Louis, Athene Toeschouwers: 5.453 Scheidsrechter: Aleksej Jeskov |
| 18 november 2019 «onderlinge duels» 21.45 (UTC+2) | Mantalos 47' Galanopoulos 70' | Verslag | 27' Pukki | Stadion: Olympisch Stadion Spyridon Louis, Athene Toeschouwers: 5.453 Scheidsrechter: Aleksej Jeskov |
| 18 november 2019 «onderlinge duels» 21.45 (UTC+2) |                               |         |           | Stadion: Olympisch Stadion Spyridon Louis, Athene Toeschouwers: 5.453 Scheidsrechter: Aleksej Jeskov |
| 18 november 2019 «onderlinge duels» 21.45 (UTC+2) |                               |         |           | Stadion: Olympisch Stadion Spyridon Louis, Athene Toeschouwers: 5.453 Scheidsrechter: Aleksej Jeskov |
|                                                   |                               |         |           | |

### Eindstand groep J
| Nr. | Land                  | GW | W  | G | V | DV | DT | DS  | Ptn |
| --- | --------------------- | -- | -- | - | - | -- | -- | --- | --- |
| 1   | Italië                | 10 | 10 | 0 | 0 | 37 | 4  | +33 | 30  |
| 2   | Finland               | 10 | 6  | 0 | 4 | 16 | 10 | +6  | 18  |
| 3   | Griekenland           | 10 | 4  | 2 | 4 | 12 | 14 | -2  | 14  |
| 4   | Bosnië en Herzegovina | 10 | 4  | 1 | 5 | 20 | 17 | +3  | 13  |
| 5   | Armenië               | 10 | 3  | 1 | 6 | 14 | 25 | -11 | 10  |
| 6   | Liechtenstein         | 10 | 0  | 2 | 8 | 2  | 31 | -29 | 2   |

## EK-voorbereiding

### Wedstrijden
|                                                |                                         |       |                            |                                                                               |
| 31 maart 2021 «onderlinge duels» 20:45 (UTC+2) | Zwitserland                             | 3 – 2 | Finland                    | Kybunpark, Sankt Gallen Toeschouwers: 0 Scheidsrechter: Manuel Schüttengruber |
| 31 maart 2021 «onderlinge duels» 20:45 (UTC+2) | Gavranović 22' Vargas 57' Seferović 86' |       | 30', 40' (pen.) Pohjanpalo | Kybunpark, Sankt Gallen Toeschouwers: 0 Scheidsrechter: Manuel Schüttengruber |

|                                              |                                   |       |         |                                                                   |
| 29 mei 2021 «onderlinge duels» 18:00 (UTC+2) | Zweden                            | 2 – 0 | Finland | Friends Arena, Solna Toeschouwers: 0 Scheidsrechter: Jakob Kehlet |
| 29 mei 2021 «onderlinge duels» 18:00 (UTC+2) | Quaison 22' S. Larsson 58' (pen.) |       |         | Friends Arena, Solna Toeschouwers: 0 Scheidsrechter: Jakob Kehlet |

|                                              |         |                     |         |                                                                              |
| 4 juni 2021 «onderlinge duels» 18:00 (UTC+2) | Finland | 0 – 1               | Estland | Olympisch Stadion, Helsinki Toeschouwers: 0 Scheidsrechter: Jørgen Burchardt |
| 4 juni 2021 «onderlinge duels» 18:00 (UTC+2) |         | 59' (pen.) Sappinen |         | Olympisch Stadion, Helsinki Toeschouwers: 0 Scheidsrechter: Jørgen Burchardt |

## Het Europees kampioenschap
De loting vond plaats op 30 november 2019 in Boekarest. Finland werd ondergebracht in groep B, samen met Denemarken, België en Rusland.

### Uitrustingen
Sportmerk: Nike
| Thuis | Uit | Doelman |

### Selectie en statistieken
| Nr. | Naam                 | Geboortedatum | GW |   |   |   |   |   |   | Club                | Positie(s) |
| --- | -------------------- | ------------- | -- | - | - | - | - | - | - | ------------------- | ---------- |
| 1   | Lukáš Hrádecký       | 24-11-1989    | 3  | 0 | 0 | 0 | 0 | 0 | 0 | Bayer Leverkusen    | GK         |
| 2   | Paulus Arajuuri      | 15-06-1988    | 3  | 0 | 0 | 0 | 0 | 0 | 0 | Paphos FC           | CB         |
| 3   | Daniel O'Shaughnessy | 14-09-1994    | 3  | 0 | 1 | 0 | 0 | 0 | 0 | HJK Helsinki        | CB         |
| 4   | Joona Toivio         | 10-03-1988    | 3  | 0 | 0 | 0 | 0 | 0 | 1 | BK Häcken           | CB         |
| 5   | Leo Väisänen         | 23-07-1997    | 1  | 0 | 0 | 0 | 0 | 1 | 0 | IF Elfsborg         | CB         |
| 6   | Glen Kamara          | 28-10-1995    | 3  | 0 | 1 | 0 | 0 | 0 | 0 | Rangers FC          | CM         |
| 7   | Robert Taylor        | 21-10-1994    | 0  | 0 | 0 | 0 | 0 | 0 | 0 | SK Brann            | AM         |
| 8   | Robin Lod            | 17-04-1993    | 3  | 0 | 1 | 0 | 0 | 0 | 1 | Minnesota United    | LM         |
| 9   | Fredrik Jensen       | 09-09-1997    | 2  | 0 | 0 | 0 | 0 | 2 | 0 | FC Augsburg         | AM         |
| 10  | Teemu Pukki          | 29-03-1990    | 3  | 0 | 0 | 0 | 0 | 0 | 3 | Norwich City        | CF         |
| 11  | Rasmus Schüller      | 18-06-1991    | 3  | 0 | 0 | 0 | 0 | 2 | 1 | Djurgårdens IF      | CM         |
| 12  | Jesse Joronen        | 21-03-1993    | 0  | 0 | 0 | 0 | 0 | 0 | 0 | Brescia Calcio      | GK         |
| 13  | Pyry Soiri           | 22-09-1994    | 1  | 0 | 0 | 0 | 0 | 1 | 0 | Esbjerg fB          | LW, RW     |
| 14  | Tim Sparv            | 20-02-1987    | 2  | 0 | 1 | 0 | 0 | 0 | 2 | AE Larissa 1964     | DM         |
| 15  | Niko Hämäläinen      | 05-03-1997    | 0  | 0 | 0 | 0 | 0 | 0 | 0 | Queens Park Rangers | LB         |
| 16  | Thomas Lam           | 18-12-1993    | 0  | 0 | 0 | 0 | 0 | 0 | 0 | PEC Zwolle          | CB, DM     |
| 17  | Nikolai Alho         | 12-03-1993    | 1  | 0 | 0 | 0 | 0 | 1 | 0 | MTK Boedapest       | RB         |
| 18  | Jere Uronen          | 13-07-1994    | 3  | 0 | 0 | 0 | 0 | 0 | 1 | KRC Genk            | LB         |
| 19  | Joni Kauko           | 12-07-1990    | 3  | 0 | 0 | 0 | 0 | 3 | 0 | Esbjerg fB          | CM         |
| 20  | Joel Pohjanpalo      | 13-09-1994    | 3  | 1 | 0 | 0 | 0 | 0 | 2 | Union Berlin        | CF         |
| 21  | Lassi Lappalainen    | 24-08-1998    | 1  | 0 | 0 | 0 | 0 | 1 | 0 | CF Montréal         | LW         |
| 22  | Jukka Raitala        | 15-09-1988    | 3  | 0 | 0 | 0 | 0 | 0 | 2 | Minnesota United    | LB         |
| 23  | Anssi Jaakkola       | 13-03-1987    | 0  | 0 | 0 | 0 | 0 | 0 | 0 | Bristol Rovers      | GK         |
| 24  | Onni Valakari        | 18-08-1999    | 0  | 0 | 0 | 0 | 0 | 0 | 0 | Paphos FC           | AM         |
| 25  | Robert Ivanov        | 19-09-1994    | 0  | 0 | 0 | 0 | 0 | 0 | 0 | Warta Poznań        | CB         |
| 26  | Marcus Forss         | 18-06-1999    | 2  | 0 | 0 | 0 | 0 | 2 | 0 | Brentford FC        | CF         |

### Wedstrijden
| Nr. | Land       | GW | W | G | V | DV | DT | DS | Ptn |
| --- | ---------- | -- | - | - | - | -- | -- | -- | --- |
| 1   | België     | 3  | 3 | 0 | 0 | 7  | 1  | +6 | 9   |
| 2   | Denemarken | 3  | 1 | 0 | 2 | 5  | 4  | +1 | 3   |
| 3   | Finland    | 3  | 1 | 0 | 2 | 1  | 3  | -2 | 3   |
| 4   | Rusland    | 3  | 1 | 0 | 2 | 2  | 7  | -5 | 3   |

#### Groepsfase
|                                               |            |         |                |                                                                        |
| 12 juni 2021 «onderlinge duels» 18:00 (UTC+2) | Denemarken | 0 – 1   | Finland        | Parken, Kopenhagen Toeschouwers: 15.200 Scheidsrechter: Anthony Taylor |
| 12 juni 2021 «onderlinge duels» 18:00 (UTC+2) |            | Verslag | 60' Pohjanpalo | Parken, Kopenhagen Toeschouwers: 15.200 Scheidsrechter: Anthony Taylor |

De wedstrijd werd in de 43ste minuut tijdelijk stilgelegd, vanwege het in elkaar zakken op het veld van de Deense middenvelder Christian Eriksen. Na 1 uur en 45 minuten werd de wedstrijd hervat.
|                                               |         |                       |         |                                                                                        |
| 16 juni 2021 «onderlinge duels» 16:00 (UTC+3) | Finland | 0 – 1                 | Rusland | Krestovskistadion, Sint-Petersburg Toeschouwers: 24.540 Scheidsrechter: Danny Makkelie |
| 16 juni 2021 «onderlinge duels» 16:00 (UTC+3) |         | 45+2' Al. Mirantsjoek |         | Krestovskistadion, Sint-Petersburg Toeschouwers: 24.540 Scheidsrechter: Danny Makkelie |

|                                               |         |                                   |        |                                                                                     |
| 21 juni 2021 «onderlinge duels» 22:00 (UTC+3) | Finland | 0 – 2                             | België | Krestovskistadion, Sint-Petersburg Toeschouwers: 18.545 Scheidsrechter: Felix Brych |
| 21 juni 2021 «onderlinge duels» 22:00 (UTC+3) |         | 74' (e.d.) Hrádecký 81' R. Lukaku |        | Krestovskistadion, Sint-Petersburg Toeschouwers: 18.545 Scheidsrechter: Felix Brych |

Finse voetbalbond · A-internationals · Bondscoaches · Statistieken · Fins vrouwenelftal · Olympisch elftal · Finland U21 · Finland U20 · Finland U19 · Finland U18 · Finland U17 · Finland U16
1911 – 1919 ·
1920 – 1929 ·
1930 – 1939 ·
1940 – 1949 ·
1950 – 1959 ·
1960 – 1969 ·
1970 – 1979 ·
1980 – 1989 ·
1990 – 1999 ·
2000 – 2009 ·
2010 – 2019 ·
2020 − 2029
EK 2020
OS 1912 ·
OS 1936 ·
OS 1952 ·
OS 1980
1911 · 
1912 · 
1913 · 
1914 · 
1915 · 1916 · 1917 · 1918 · 
1919 · 
1920 · 
1921 · 
1922 · 
1923 · 
1924 · 
1925 · 
1926 · 
1927 · 
1928 · 
1929 · 
1930 · 
1931 · 
1932 · 
1933 · 
1934 · 
1935 · 
1936 · 
1937 · 
1938 · 
1939 · 
1940 · 
1941 · 
1942 · 
1943 · 
1944 · 
1945 · 
1946 · 
1947 · 
1948 · 
1949 · 
1950 · 
1952 · 
1952 · 
1953 · 
1954 · 
1955 · 
1956 · 
1957 · 
1958 · 
1959 · 
1960 · 
1961 · 
1962 · 
1963 · 
1964 · 
1965 · 
1966 · 
1967 · 
1968 · 
1969 · 
1970 · 
1971 · 
1972 · 
1973 · 
1974 · 
1975 · 
1976 · 
1977 · 
1978 · 
1979 · 
1980 · 
1981 · 
1982 · 
1983 · 
1984 · 
1985 · 
1986 · 
1987 · 
1988 · 
1989 · 
1990 · 
1991 · 
1992 · 
1993 · 
1994 · 
1995 · 
1996 · 
1997 · 
1998 · 
1999 · 
2000 · 
2001 · 
2002 · 
2003 · 
2004 · 
2005 · 
2006 · 
2007 · 
2008 · 
2009 · 
2010 · 
2011 · 
2012 · 
2013 · 
2014 · 
2015 · 
2016 · 
2017 · 
2018 ·
2019 ·
2020
Albanië ·
Algerije ·
Andorra ·
Armenië ·
Azerbeidzjan ·
Bahrein ·
Barbados ·
België ·
Bermuda ·
Bolivia ·
Bosnië en Herzegovina ·
Brazilië ·
Bulgarije ·
Canada ·
Chili ·
China ·
Colombia ·
Costa Rica ·
Cyprus ·
Denemarken ·
DDR ·
(West-)Duitsland ·
Ecuador ·
Egypte ·
Engeland ·
Estland ·
Faeröer ·
Frankrijk ·
Georgië ·
Griekenland ·
Honduras ·
Hongarije ·
Ierland ·
IJsland ·
India ·
Irak ·
Israël ·
Italië ·
Japan ·
Jemen ·
Joegoslavië ·
Jordanië ·
Kameroen ·
Kazachstan ·
Koeweit ·
Kosovo ·
Kroatië ·
Letland ·
Liechtenstein ·
Litouwen ·
Luxemburg ·
Maleisië ·
Malta ·
Marokko ·
Mexico ·
Moldavië ·
Montenegro ·
Nederland ·
Noord-Ierland ·
Noord-Korea ·
Noord-Macedonië ·
Noorwegen ·
Oekraïne · 
Oman ·
Oostenrijk ·
Peru ·
Polen ·
Portugal ·
Qatar ·
Roemenië ·
Rusland ·
San Marino ·
Saoedi-Arabië ·
Schotland ·
Servië ·
Servië en Montenegro ·
Singapore ·
Slovenië ·
Slowakije ·
Sovjet-Unie ·
Spanje ·
Thailand ·
Trinidad en Tobago ·
Tsjechië ·
Tsjecho-Slowakije ·
Tunesië ·
Turkije ·
Uruguay ·
Verenigde Arabische Emiraten ·
Verenigde Staten ·
Wales ·
Wit-Rusland ·
Zuid-Korea ·
Zweden ·
Zwitserland
België (2021) · 
Denemarken (2021) · 
Rusland (2021)
1 Hrádecký ·
2 Arajuuri ·
3 O'Shaughnessy ·
4 Toivio ·
5 Väisänen ·
6 Kamara ·
7 Taylor ·
8 Lod ·
9 Jensen ·
10 Pukki ·
11 Schüller ·
12 Joronen ·
13 Soiri ·
14 Sparv  ·
15 Hämäläinen ·
16 Lam ·
17 Alho ·
18 Uronen ·
19 Kauko ·
20 Pohjanpalo ·
21 Lappalainen ·
22 Raitala ·
23 Jaakola ·
24 Valakari ·
25 Ivanov ·
26 Forss ·
Coach: Kanerva